# Universidad de Nagoya
La Universidad de Nagoya (名古屋大学 Nagoya daigaku?), abreviado Meidai (名大?), es una de las principales universidades nacionales de Japón ubicada en Chikusa-ku, Nagoya. Es considerada la tercera mejor universidad de Japón detrás de la Universidad de Kioto y la Universidad de Tokio.
La universidad tiene 3 campus distribuidos en Nagoya y se divide en 9 facultades.

## Premio Nobel
Seis exalumnos y facultades de la Universidad de Nagoya han recibido el Premio Nobel.
- Hiroshi Amano, 2014 Física.
- Isamu Akasaki, 2014 Física
- Makoto Kobayashi, 2008 Física.
- Toshihide Maskawa, 2008 Física.
- Osamu Shimomura, 2008 Química.
- Ryoji Noyori, 2001 Química.